# Wœllenheim
Wœllenheim est une ancienne commune du Bas-Rhin, associée à Willgottheim depuis 1972.
Cette localité se trouve dans la région historique et culturelle d'Alsace.

## Politique et administration
| Période                                  | Période | Identité                  | Étiquette | Qualité |
| ---------------------------------------- | ------- | ------------------------- | --------- | ------- |
|                                          |         | Jean-Jacques Nonnenmacher |           |         |
| Les données manquantes sont à compléter. |         |                           |           |         |

## Démographie
| 1793 | 1800 | 1806 | 1821 | 1831 | 1836 | 1841 | 1846 | 1851 |
| ---- | ---- | ---- | ---- | ---- | ---- | ---- | ---- | ---- |
| 84   | 181  | 62   | 102  | 87   | 93   | 83   | 97   | 94   |

| 1856 | 1861 | 1866 | 1872 | 1876 | 1881 | 1886 | 1891 | 1896 |
| ---- | ---- | ---- | ---- | ---- | ---- | ---- | ---- | ---- |
| 91   | 86   | 89   | 86   | 82   | 74   | 68   | 73   | 80   |

| 1901 | 1906 | 1911 | 1921 | 1926 | 1931 | 1936 | 1946 | 1954 |
| ---- | ---- | ---- | ---- | ---- | ---- | ---- | ---- | ---- |
| 74   | 80   | 82   | 62   | 64   | 66   | 66   | 52   | 57   |

| 1962 | 1968 | - | - | - | - | - | - | - |
| ---- | ---- | - | - | - | - | - | - | - |
| 60   | 59   | - | - | - | - | - | - | - |

## Héraldique
| Blason de Wœllenheim | Blason  | De gueules au lion de saint Marc d’or tenant un livre ouvert du même. |
| Blason de Wœllenheim | Détails |                                                                       |

## Lieux et monuments

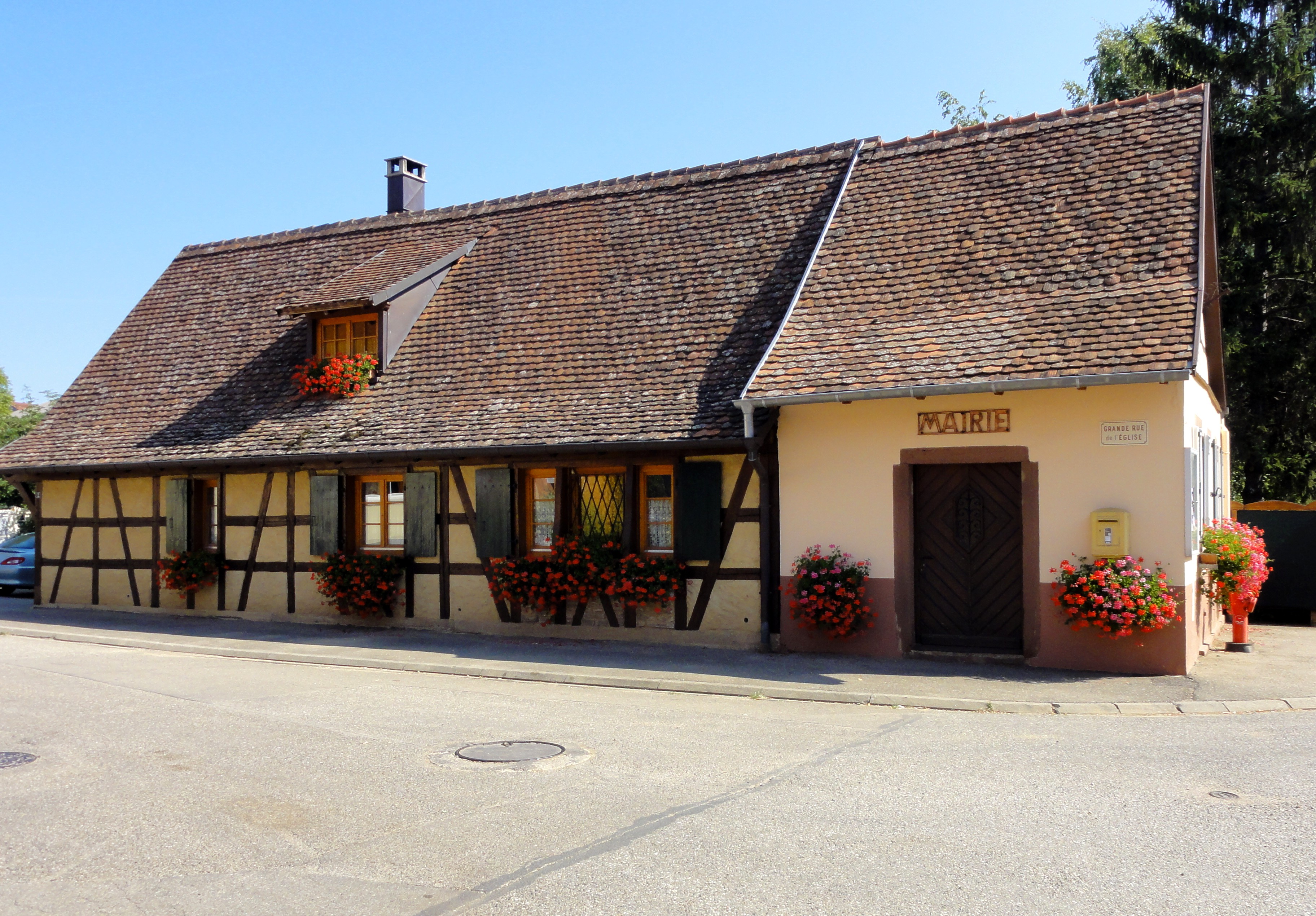
La mairie, ancienne maison de berger (1838).
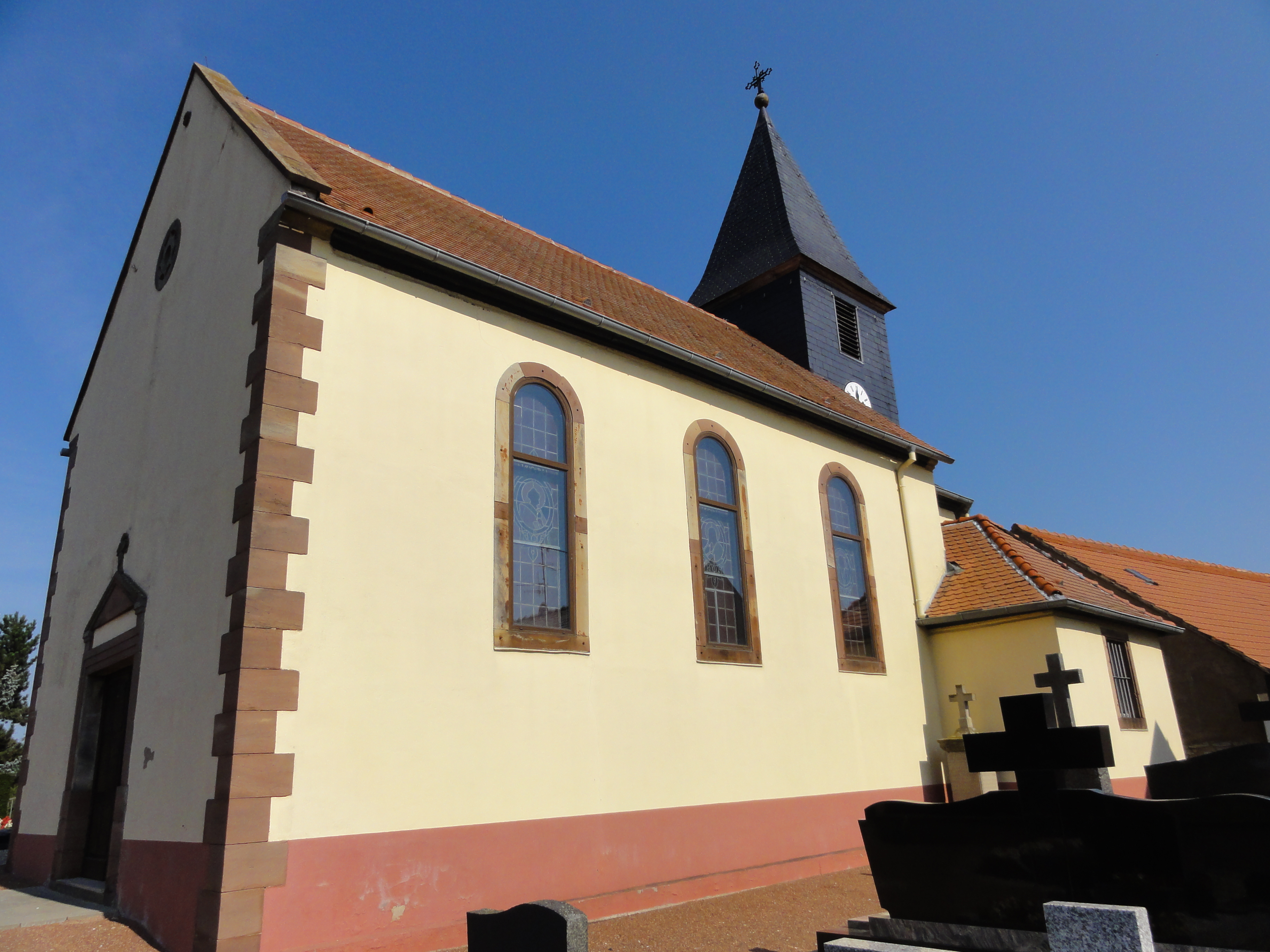
Église Saint-André.
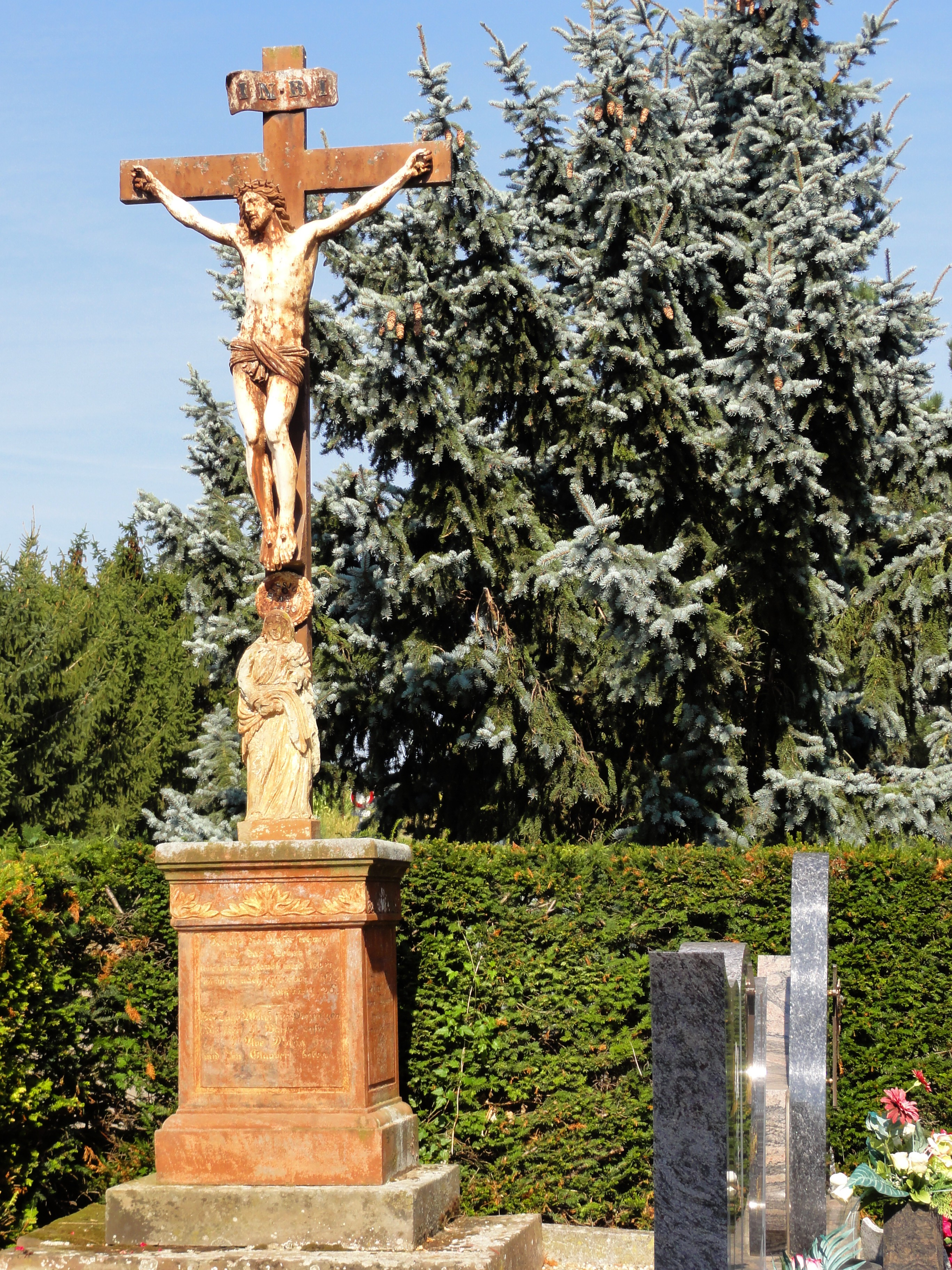
Croix de cimetière (1850).